# Castello di San Mauro
La masseria a recinto fortificato di San Mauro, definita comunemente Castello di San Mauro, è un complesso architettonico rurale del XVI secolo con funzione di centro smistamento e raccolta dei prodotti agricoli, situato in contrada Cantinella nella frazione di Corigliano del comune di Corigliano-Rossano.
Nonostante versi allo stato di rudere, rimane ben riconoscibile la natura residenziale-produttiva dell'intero complesso legato essenzialmente ad un'economia di tipo agricolo.

## Storia
La masseria San Mauro, nasce come edificio isolato, si deve a Bernardo Sanseverino di Bisignano,  che nel 1515 edificò nel feudo omonimo la struttura a due corti interamente circondata da mura di cinta e con l'ingresso principale a torrione merlato.
Nel 1535 Pietro Antonio, figlio di Bernardo, vi ospitò l'imperatore Carlo V e in previsione del soggiorno del sovrano vi fu fatto "innalzare un superbo Palagio di legname, scompartito in vari appartamenti, e fornito di officine, scuderie, cantine, e quando era d'uopo per servire ad ospitare uno imperatore con tutta la sua gran corte composta da' Principi Signori d'Europa". Nel 1535 vennero realizzate dunque strutture effimere, perché il palazzo in muratura non era sufficiente ad alloggiare tutta la corte.

### Tipologia
La masseria calabrese si presenta come organismo autonomo inserito in un contesto agricolo.
In Calabria essa si adatta alla morfologia del territorio rappresentando un'architettura rurale che documenta e manifesta la volontà di gestire lo spazio territorio, di organizzare lo spazio agrario.
Le masserie rappresentano stratificazioni di segni modificati nel tempo: alcune sono insediamenti architettonici semplici, costituiti solo da un edificio all'interno di un recinto; altre sono organismi più complessi per morfologia e tipologia, definiti dall'aggregazione di elementi.
Alcune masserie si trovano vicino a centri abitati; più spesso sono isolate nella campagna. In molti casi presentano un sistema di mura che unisce i fabbricati con elementi di fortificazione e che le rende somiglianti ad una cittadella fortificata o ad un piccolo castello. Vi è una gerarchia funzionale degli edifici. La casa padronale è sempre riconoscibile per caratteristiche architettoniche di pregio. Ad essa si aggiungono corpi edilizi minori con differenti funzioni: abitazioni per i salariati, magazzini e stalle.

### Fasi costruttive del complesso
1. Prima fase - 1515[6] - Realizzazione del Palazzo di San Mauro.
2. Seconda fase - 1535-1544 - Il palazzo viene trasformato in dimora a carattere residenziale-produttivo. Vengono costruite le stalle, un granaio e un frantoio. È presente anche un grande giardino murato.
3. Terza fase - 1615 - 1650 - Nel giardino murato vengono costruiti i magazzini. Nel 1650 vengono effettuati i restauri alla stalla e agli interventi di abbellimento al Palazzo. Fra il 1747 e il 1749 vengono realizzati interventi di restauro al Palazzo e annessa una sacrestia alla chiesa di S.to Antero.
4. Quarta fase - 1829-1844 - Il frantoio viene trasformato in concio per la liquirizia.

## Descrizione

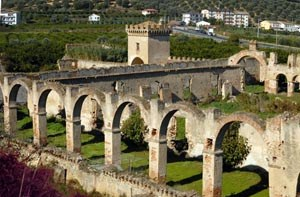
Arcate superstiti

Il complesso corrisponde alla tipologia di masseria a torre e recinto fortificato. Esso si configura come un grande complesso architettonico rurale dotato di due corti e circondato da mura, i corpi di fabbrica sulla destra (rispetto all'ingresso), disposti tutti attorno alla corte principale, costituiscono il nucleo centrale.
La residenza padronale, riconoscibile per le caratteristiche formali e tipologiche, è posta in asse all'ingresso e simmetricamente rispetto alla corte.
L'edificio è a due piani e l'ingresso al piano superiore è sottolineato da una loggia coperta, alla quale si accede tramite una scalinata in pietra e mattoni; alla sua destra si nota la presenza di una grande cisterna che sottolinea l'autosufficienza del complesso. Gli altri edifici denotano un carattere minore: si tratta di ricoveri per animali, depositi, piccole residenze per i salariati. Nei locali disposti attorno alla corte di sinistra rispetto all'ingresso, pur se ridotti allo stato di rudere, rimane riconoscibile l'impianto con strutture costituite da muri e da archi a tutto sesto. Tale corte acquista funzione di spazio produttivo e di lavoro, esattamente come la corte principale, più ampia.
Evidenti sono i caratteri di difesa che rafforzano l'idea di potere e di controllo acquisito sul territorio dalla famiglia a cui l'intero complesso è appartenuto: i merli e la torre-guardiola sono parti integranti del muro di cinta, ed è sempre attraverso la torre che si ha accesso alla corte principale.

## Araldica

### Descrizione generale
Lastra in pietra calcarea di forma rettangolare, racchiusa entro un'ampia cornice stucco, il tutto scolpito a bassorilievo, e racchiudente uno stemma accompagnato alla base da un'iscrizione incisa.
L'insieme è applicato sulla parete esterna di un edificio; sovrasta un architrave, ed è protetto dal tetto di una loggia.

### Descrizione araldica
- Scudo sannitico col capo sagomato.
- Blasone: di colore argento, alla fascia diminuita di (rosso).
- Scudo appeso con una corda a un chiodo, al quale è legato un nastro svolazzante desinente in nappe.

Il manufatto è accompagnato dall'iscrizione BERNAR - SANSEVE - BISIN/ PRIN - DOMUM - HANC - A FV/ NDAMENTIS - EXTRVXIT / ANNI - SALVTIS - M - D - XV. in lettere capitali latine (Bernardino Sanseverino, principe di Bisignano, innalzo' questa residenza dalle fondamenta nell'anno di [nostra] salute 1515).
Dal punto di vista araldico, lo stemma è noto per la sua semplicità.